# 城巴8X線
城巴8X線是一條由城巴營運的香港島日間路線，來往東區的小西灣（藍灣半島）和灣仔區的跑馬地（上），是跑馬地來往柴灣的主要巴士路線。
城巴19P線為8X線的特別路線，逢星期一至五上課日早上單向開出一班由筲箕灣往跑馬地（上），大坑道。
城巴X8線為8X線的特別路線，祇於逢星期一至五早上單向開出一班由跑馬地（上）開往小西灣（藍灣半島），而不經銅鑼灣至炮台山。

## 歷史
- 1996年4月22日：8X線投入服務，是首條柴灣來往北角及銅鑼灣的特快巴士路線，初時來往小西灣至金鐘地鐵站（東）。
- 1997年5月5日：8X線因應37A及37B投入服務需騰出車坑，金鐘總站遷往金鐘（樂禮街）。
- 2001年7月22日：8X線東區總站遷往新入伙的藍灣半島。
- 2004年5月31日：8X線灣仔區總站遷往跑馬地（下），而來往灣仔及金鐘的服務由多線城巴及新巴的轉乘優惠，及提升為每天全日服務後的789取代。[1]
- 2013年3月24日：配合新巴19線取消，城巴開辦編號相同、來往跑馬地（上）及小西灣（藍灣半島）的新路線19，介乎黃泥涌道及小西灣之路段與8X線完全相同；而新巴19線原有上課日晨早特別班次則由19P線取代。[2]
- 2017年12月15日：增設實時抵站時間查詢服務。
- 2021年11月1日：X8線投入服務。[3]
- 2022年8月21日：19線取消服務，8X線延長至跑馬地（上），走線變得與停辦前的19線一樣；來回方向另於星期一至五（公眾假期除外）上、下午繁忙時間各增設六個特別班次，分別由小西灣（藍灣半島）開往高士威道（摩頓台）及由高士威道（維多利亞公園外）開往小西灣（藍灣半島）。[4]

## 服務時間及班次
8X
| 小西灣（藍灣半島）開 | 小西灣（藍灣半島）開 | 小西灣（藍灣半島）開 | 跑馬地開         | 跑馬地開                   | 跑馬地開                   |
| 日期                 | 服務時間             | 班次（分鐘）         | 日期             | 服務時間                   | 班次（分鐘）               |
| -------------------- | -------------------- | -------------------- | ---------------- | -------------------------- | -------------------------- |
| 星期一至五           | 05:26                | 05:26                | 星期一至五       | 06:00-07:48                | 12                         |
| 星期一至五           | 05:40-07:00          | 10                   | 星期一至五       | 08:02                      | 08:02                      |
| 星期一至五           | 07:00-07:27          | 9                    | 星期一至五       | 08:22-09:02                | 13/14                      |
| 星期一至五           | 07:47-08:23          | 12                   | 星期一至五       | 09:22-10:02                | 13/14                      |
| 星期一至五           | 08:47-09:23          | 12                   | 星期一至五       | 10:22-10:48                | 13                         |
| 星期一至五           | 09:48-13:00          | 12                   | 星期一至五       | 10:48-15:00                | 12                         |
| 星期一至五           | 13:00-14:00          | 10                   | 星期一至五       | 15:00-18:00                | 6-9                        |
| 星期一至五           | 14:00-17:36          | 12                   | 星期一至五       | 18:20-19:00                | 10                         |
| 星期一至五           | 18:00-18:30          | 15                   | 星期一至五       | 19:20、19:30、19:45、20:00 | 19:20、19:30、19:45、20:00 |
| 星期一至五           | 19:00-19:30          | 15                   | 星期一至五       | 20:20-23:00                | 10                         |
| 星期一至五           | 20:00-22:00          | 15                   | 星期一至五       | 23:00-23:45                | 15                         |
| 星期一至五           | 22:00-00:00          | 20                   | 星期一至五       | 23:45-00:45                | 20                         |
| 星期六               | 05:26                | 05:26                | 星期六           | 06:00-07:00                | 15                         |
| 星期六               | 05:40-09:40          | 12                   | 星期六           | 07:00-11:00                | 12                         |
| 星期六               | 09:40-14:00          | 10                   | 星期六           | 11:00-16:00                | 10                         |
| 星期六               | 14:00-19:00          | 12                   | 星期六           | 16:00-17:30                | 9                          |
| 星期六               | 19:00-23:00          | 15                   | 星期六           | 17:30-22:00                | 10                         |
| 星期六               | 23:00-00:00          | 20                   | 星期六           | 22:00-22:48                | 12                         |
|                      |                      |                      | 星期六           | 23:05                      |                            |
| 23:25-00:45          | 20                   |                      | 星期六           |                            |                            |
| 星期日及公眾假期     | 05:26                | 05:26                | 星期日及公眾假期 | 06:00-07:00                | 15                         |
| 星期日及公眾假期     | 05:40-09:40          | 12                   | 星期日及公眾假期 | 07:00-12:00                | 12                         |
| 星期日及公眾假期     | 09:40-13:00          | 10                   | 星期日及公眾假期 | 12;00-16:00                | 10                         |
| 星期日及公眾假期     | 13:00-18:00          | 12                   | 星期日及公眾假期 | 16:00-17:30                | 9                          |
| 星期日及公眾假期     | 18:00-23:00          | 15                   | 星期日及公眾假期 | 17:30-22:00                | 10                         |
| 星期日及公眾假期     | 23:00-00:00          | 20                   | 星期日及公眾假期 | 22;00-22:48                | 12                         |
|                      |                      |                      | 星期日及公眾假期 | 23:05                      |                            |
| 23:25-00:45          | 20                   |                      | 星期日及公眾假期 |                            |                            |

8X特別班次
- 星期一至五 小西灣（藍灣半島）↔銅鑼灣（高士威道）
  - 小西灣（藍灣半島）開：07:37、08:35、09:35、17:48、18:45、19:45
  - 銅鑼灣（高士威道）開：08:25、09:25、10:25、18:30、19:25、20:25

星期六、日及公眾假期不設服務
19P
- 筲箕灣開：
  - 星期一至五上課日：07:00

星期六、日、公眾假期及學校假期不設服務
X8
- 跑馬地 (上)開：
  - 星期一至五：08:15

星期六、日及公眾假期不設服務

## 收費
| 路線 | 全程收費 | 分段收費 |
| ---- | -------- | --- |
| 8X   | $8.1     | - 健威花園往跑馬地：$5.3 - 清風街往跑馬地：$4.8 - 禮頓道往小西灣（藍灣半島）：$6.2 - 港運城往小西灣（藍灣半島）：$5.6 - 過東區走廊後往小西灣（藍灣半島）：$4.3 |
| X8   | $8.1     | - 北角消防局往小西灣（藍灣半島）：$5.6 - 過東區走廊後往小西灣（藍灣半島）：$4.3                                                                                |
| 19P  | $6.6     | - 健威花園往跑馬地：$5.3 - 清風街往跑馬地：$4.8 |

| - 本線設有12歲以下小童及65歲或以上長者半價優惠。 - 65歲或以上香港居民使用「樂悠咭」，以及12歲以下合資格殘疾兒童使用「殘疾人士身份」個人八達通繳付車資，均可享有每程$2.0或半價（以較低者為準）的票價優惠；12至64歲合資格殘疾人士使用「殘疾人士身份」個人八達通（包括「樂悠咭」），以及60至64歲香港居民使用「樂悠咭」繳付車資，均可享有每程$2.0或全費（以較低者為準）的票價優惠。 - 65歲或以上長者如使用長者或一般個人八達通繳付車資，則只可享有半價優惠；12至64歲合資格殘疾人士如不使用「殘疾人士身份」個人八達通，以及60至64歲人士如不使用「樂悠咭」繳付車資，必須繳付全費。 - 乘客可以現金或八達通於上車時付款，不設找續。 - 每位成人乘客可免費攜帶最多兩名4歲以下而不佔座位的兒童乘客乘車，超額之4歲以下小童必須繳付小童車費乘車。 - 九龍巴士、城巴及龍運巴士全職員工及家屬（不包括外判職員）可免費乘搭本路線，惟必須拍職員或職員家屬八達通。 - 乘客亦可使用AlipayHK「易乘碼」、支付寶、WeChatHK／微信支付「搭車碼」、銀聯雲閃付「乘車碼」及BOC Pay「乘車碼」、具有感應式支付功能的VISA、Mastercard及銀聯卡，以及Apple Pay、Google Pay及Samsung Pay流動支付平台繳付車資。使用此支付方式的乘客可享有中途下車之分段收費，以及與其他城巴獨營路線或聯營線城巴班次之轉乘優惠，惟不適用於與非城巴路線之轉乘優惠。乘客亦不能享有「公共交通費用補貼計劃」及「長者及合資格殘疾人士公共交通票價優惠計劃」。 |

## 八達通轉乘優惠
乘客登上本線後指定時間內以同一張八達通卡轉乘以下路線，或從以下路線登車後指定時間內以同一張八達通卡轉乘本線，次程可獲車資折扣優惠：
8X←→2、2A，轉乘時限為90分鐘
- 8X往跑馬地 → 2A往灣仔北，次程車資全免
- 2往中環或2A往灣仔北 → 8X往跑馬地，次程可獲$2.6折扣優惠
- 8X往小西灣 → 2往嘉亨灣或2A往耀東邨，次程車資全免，祇適用於在禮頓道前登上8X的乘客
- 2A往耀東邨 → 8X往小西灣，回贈首程車資

8X←→10、23、77，轉乘時限為90分鐘
- 8X往跑馬地 → 10往堅尼地城，次程車資全免
- 8X往跑馬地 → 23往蒲飛路，次程可獲$4.4折扣優惠，於皇仁書院轉乘
- 10往北角碼頭 → 8X往小西灣，次程可獲$2折扣優惠
- 10往北角碼頭 → 8X往跑馬地，次程車資全免
- 23往北角碼頭 → 8X往小西灣，次程可獲$3.9折扣優惠
- 8X往跑馬地 → 77往田灣，次程可獲$1折扣優惠
- 77往筲箕灣 → 8X往小西灣，次程可獲$1折扣優惠

8X←→694、780
- 8X往跑馬地 → 694往將軍澳，回贈首程車資，轉乘時限為60分鐘
- 694往小西灣 → 8X往小西灣，次程車資全免，轉乘時限為120分鐘
- 8X往跑馬地 → 780往中環碼頭，回贈首程車資，轉乘時限為90分鐘
- 780往柴灣（東）→ 8X往小西灣，次程車資全免，轉乘時限為90分鐘

8X←→2X、8P，轉乘時限為90分鐘
- 8X往小西灣 → 2X往筲箕灣，回贈首程車資
- 2X往灣仔北 → 8X往跑馬地，次程車資全免

## 使用車輛
8X線現時以15輛巴士行走，主力車隊為亞歷山大丹尼士Enviro 50012米（84XX--85XX）、斯堪尼亞K280UD（8900）及亞歷山大丹尼士Enviro 500 MMC12.8米（63XX-64XX）。
城巴曾依路線的行車路線，測試多款12米雙層巴士車型。最後只有12米亞歷山大丹尼士Enviro 500特低地台巴士（84XX-85XX）及11/12米富豪奧林比安，由於分別其中軸驅動設計及中軸輔助轉向系統，能輕鬆在司徒拔道迴旋處掉頭；性能上亦足以應付斜度達1:6，介乎蟠龍道至大坑道一段的藍塘道路段（該路段於港島區斜度僅次於香港仔水塘道的1:5）；而丹尼士巨龍12米巴士（8XX，已全數退役）因尾軸驅動之餘兼轉向不足（俗稱「唔夠軚」），有可能要倒車才能成功掉頭。故此本線投入服務後，以前述兩款巴士為主力車隊；反之在跑馬地（下）作總站的8X線，轉向較差的丹尼士巨龍12米巴士仍可應付。
由2018年1月11日起，8X線獲批准使用Enviro500 MMC 12.8米（63XX-64XX）行走。同年1月26日起，19線獲批准使用Enviro500 MMC 12.8米（63XX-64XX）行走，亦令跑馬地全段成和道、對上的藍塘道及大坑道（藍塘道至司徒拔道迴旋處一段）首次出現12.8米雙層巴士行走，亦證明了12.8米巴士在司徒拔道迴旋處調頭並非不可行。

## 行車路線
8X
小西灣（藍灣半島）開經：小西灣道、柴灣道、環翠道、柴灣道、東區走廊、民康街、英皇道、高士威道、禮頓道、黃泥涌道、成和道、藍塘道及大坑道。
跑馬地（上）開經：大坑道、藍塘道、黃泥涌道、成和道、景光街、山光道、黃泥涌道、摩理臣山道、禮頓道、邊寧頓街、怡和街、高士威道、英皇道、民康街、東區走廊、柴灣道、環翠道、柴灣道及小西灣道。
- 特別班次不經斜體字之路段

19P
經：南安里、筲箕灣道、英皇道、康山道、英皇道、銅鑼灣道、摩頓臺、高士威道、禮頓道、黃泥涌道、成和道、藍塘道及大坑道。
X8
經：蟠龍道、藍塘道、成和道、景光街、山光道、黃泥涌道、摩理臣山道、堅拿道西、堅拿道天橋、告士打道、維園道、東區走廊、渣華道、英皇道、筲箕灣道、愛秩序灣道、東喜道、東區走廊、柴灣道及小西灣道。

### 沿線車站
8X
| 小西灣（藍灣半島）開 | 小西灣（藍灣半島）開 | 小西灣（藍灣半島）開             | 跑馬地（上）開 | 跑馬地（上）開     | 跑馬地（上）開                   |
| 序號                 | 車站名稱             | 位置                             | 序號           | 車站名稱           | 位置                             |
| -------------------- | -------------------- | -------------------------------- | -------------- | ------------------ | -------------------------------- |
| 1                    | 小西灣（藍灣半島）   | 小西灣（藍灣半島）公共交通交匯處 | 1*             | 跑馬地（上）       | 跑馬地（上），大坑道巴士總站     |
| 2                    | 富景花園             | 小西灣道                         | 2*             | 箕璉閣             | 藍塘道                           |
| 3                    | 小西灣邨             | 小西灣道                         | 3*             | 安慧苑             | 藍塘道                           |
| 4                    | 曉翠苑               | 小西灣道                         | 4*             | 箕璉坊             | 藍塘道                           |
| 5                    | 富城閣               | 柴灣道                           | 5*             | 桂芳街             | 成和道                           |
| 6                    | 樂軒臺               | 柴灣道                           | 6*             | 山村道             | 成和道                           |
| 7                    | 環翠商場             | 柴灣道                           | 7*             | 景光街             | 景光街                           |
| 8                    | 環翠邨澤翠樓         | 環翠道                           | 8*             | 養和醫院           | 黃泥涌道                         |
| 9                    | 興華邨卓華樓         | 環翠道                           | 9*#            | 跑馬地馬場         | 黃泥涌道                         |
| 10                   | 興華邨豐興樓         | 環翠道                           | 10*            | 禮頓道             | 摩理臣山道                       |
| 11                   | 興華邨裕興樓         | 柴灣道                           | 11*            | 勿地臣街           | 禮頓道                           |
| 12                   | 天主教海星堂         | 柴灣道                           | 12*            | 雲翠大廈           | 禮頓道                           |
| 13                   | 興民邨               | 柴灣道                           | 13*            | 嘉蘭中心           | 邊寧頓街                         |
| 14                   | 山翠苑               | 柴灣道                           | 14             | 維多利亞公園       | 高士威道                         |
| 15                   | 筲箕灣官立中學       | 柴灣道                           | 15             | 銀幕街             | 英皇道                           |
| 16                   | 阿公岩道             | 柴灣道                           | 16             | 七海商業中心       | 英皇道                           |
| 17                   | 健威花園             | 英皇道                           | 17             | 電廠街             | 英皇道                           |
| 18                   | 港運城               | 英皇道                           | 18             | 糖水道             | 英皇道                           |
| 19                   | 新都城大廈           | 英皇道                           | 19             | 琴行街             | 英皇道                           |
| 20                   | 長康街               | 英皇道                           | 20             | 港運城             | 英皇道                           |
| 21                   | 炮台山站             | 英皇道                           | 21             | 阿公岩道           | 柴灣道                           |
| 22                   | 清風街               | 英皇道                           | 22             | 鯉魚門公園         | 柴灣道                           |
| 23                   | 皇仁書院             | 高士威道                         | 23             | 大潭道             | 柴灣道                           |
| 24                   | 摩頓台               | 高士威道                         | 24             | 東區醫院           | 柴灣道                           |
| 25*                  | 加路連山道           | 禮頓道                           | 25             | 高威閣             | 柴灣道                           |
| 26*                  | 禮頓中心             | 禮頓道                           | 26             | 康民街             | 柴灣道                           |
| 27*                  | 體育道               | 黃泥涌道                         | 27             | 興華邨興翠樓       | 環翠道                           |
| 28*                  | 樂活道               | 黃泥涌道                         | 28             | 興華邨卓華樓       | 環翠道                           |
| 29*                  | 雅谷大廈             | 黃泥涌道                         | 29             | 青年廣場           | 環翠道                           |
| 30*                  | 跑馬地（下）         | 跑馬地（下）巴士總站             | 30             | 宏德居             | 柴灣道                           |
| 31*                  | 奕蔭街               | 成和道                           | 31             | 漁灣邨             | 柴灣道                           |
| 32*                  | 昇平樓               | 成和道                           | 32             | 常安街             | 柴灣道                           |
| 33*                  | 翠苑                 | 藍塘道                           | 33             | 富欣花園           | 小西灣道                         |
| 34*                  | 金碧別墅             | 藍塘道                           | 34             | 富怡花園           | 小西灣道                         |
| 35*                  | 千葉居               | 藍塘道                           | 35             | 富景花園           | 小西灣道                         |
| 36*                  | 跑馬地（上）         | 跑馬地（上），大坑道巴士總站     | 36             | 小西灣（藍灣半島） | 小西灣（藍灣半島）公共交通交匯處 |

註：
1. 特別班次不經有 * 號之車站

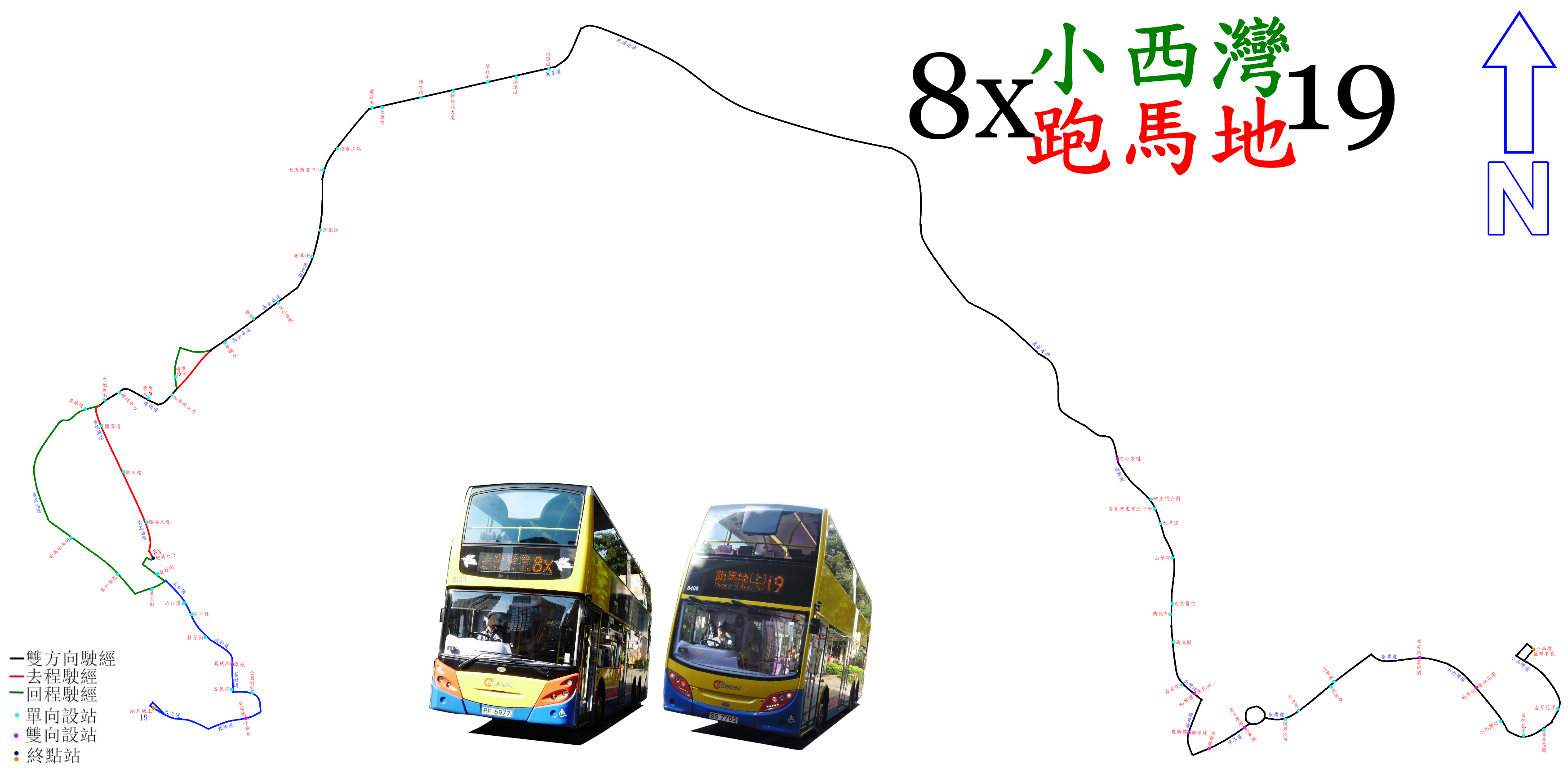
8X線的走線圖

2. 當跑馬地馬場舉行賽馬期間期間不經有#號之車站

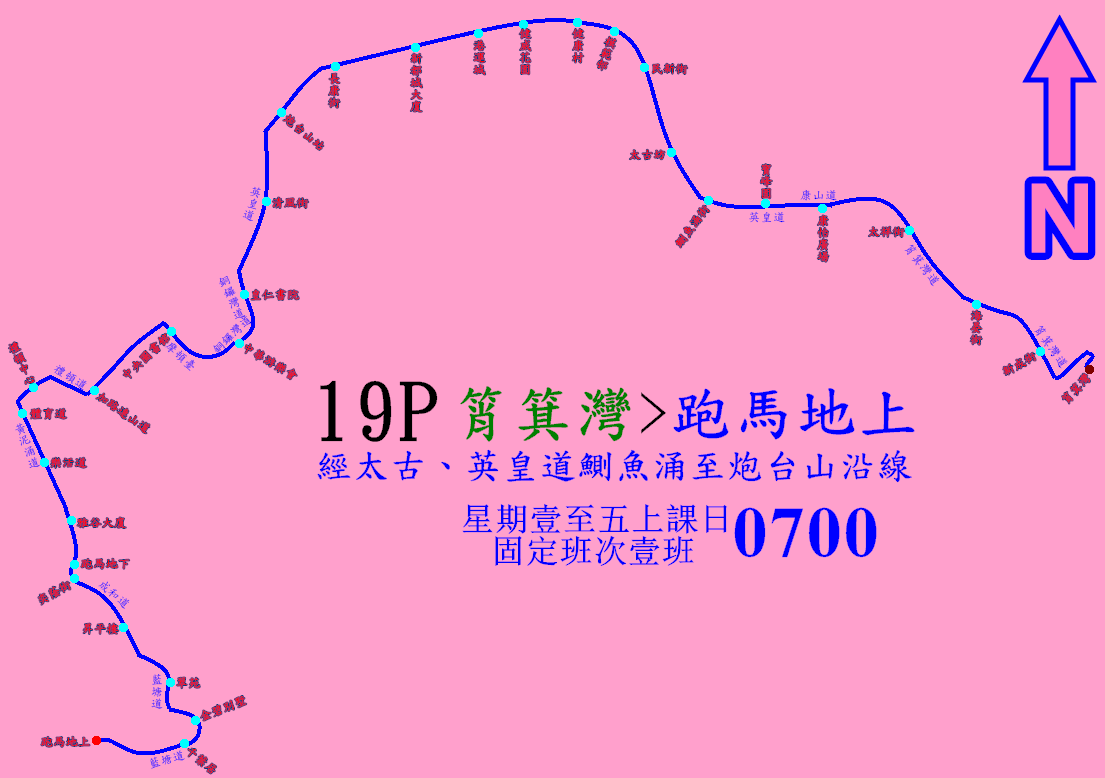
19P線的走線圖

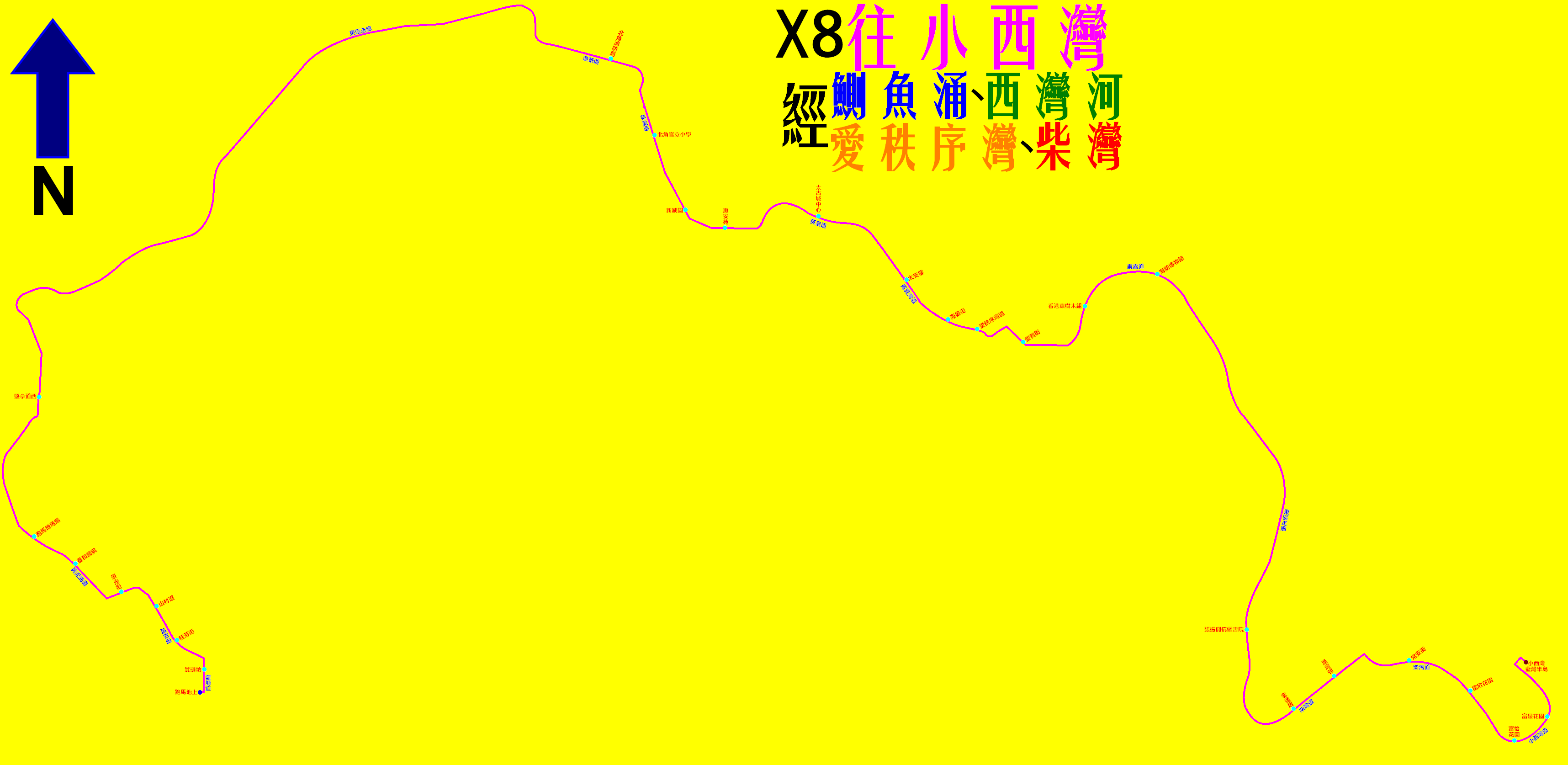
X8線的走線圖

19P
| 筲箕灣開 | 筲箕灣開       | 筲箕灣開                     |
| 序號     | 車站名稱       | 位置                         |
| -------- | -------------- | ---------------------------- |
| 1        | 筲箕灣         | 筲箕灣巴士總站               |
| 2        | 新成街         | 筲箕灣道                     |
| 3        | 海晏街         | 筲箕灣道                     |
| 4        | 太祥街         | 筲箕灣道                     |
| 5        | 康怡廣場       | 康山道                       |
| 6        | 寶峰園         | 英皇道                       |
| 7        | 鰂魚涌街       | 英皇道                       |
| 8        | 太古坊         | 英皇道                       |
| 9        | 民新街         | 英皇道                       |
| 10       | 模範邨         | 英皇道                       |
| 11       | 健康村         | 英皇道                       |
| 12       | 健威花園       | 英皇道                       |
| 13       | 港運城         | 英皇道                       |
| 14       | 新都城大廈     | 英皇道                       |
| 15       | 長康街         | 英皇道                       |
| 16       | 炮台山站       | 英皇道                       |
| 17       | 清風街         | 英皇道                       |
| 18       | 皇仁書院       | 銅鑼灣道                     |
| 19       | 中華游樂會     | 高士威道                     |
| 20       | 香港中央圖書館 | 摩頓臺                       |
| 21       | 加路連山道     | 禮頓道                       |
| 22       | 禮頓中心       | 禮頓道                       |
| 23       | 體育道         | 黃泥涌道                     |
| 24       | 樂活道         | 黃泥涌道                     |
| 25       | 雅谷大廈       | 黃泥涌道                     |
| 26       | 跑馬地（下）   | 跑馬地（下）巴士總站         |
| 27       | 奕蔭街         | 成和道                       |
| 28       | 昇平樓         | 成和道                       |
| 29       | 翠苑           | 藍塘道                       |
| 30       | 金碧別墅       | 藍塘道                       |
| 31       | 千葉居         | 藍塘道                       |
| 32       | 跑馬地（上）   | 跑馬地（上），大坑道巴士總站 |

X8
| 1                    | 跑馬地 (上)        | 跑馬地（上）巴士總站             |
| 2                    | 箕璉坊             | 藍塘道                           |
| 3                    | 桂芳街             | 成和道                           |
| 4                    | 山村道             | 成和道                           |
| 5                    | 景光街             | 景光街                           |
| 6                    | 養和醫院           | 黃泥涌道                         |
| 7                    | 跑馬地馬場         | 黃泥涌道                         |
| 8                    | 堅拿道西           | 堅拿道西                         |
| 堅拿道天橋；東區走廊 |                    |                                  |
| 9                    | 北角消防局         | 渣華道                           |
| 10                   | 北角官立小學       | 英皇道                           |
| 11                   | 新威園             | 英皇道                           |
| 12                   | 惠安苑             | 英皇道                           |
| 13                   | 太古城中心         | 英皇道                           |
| 14                   | 太安樓             | 筲箕灣道                         |
| 15                   | 海晏街             | 筲箕灣道                         |
| 16                   | 愛秩序灣道         | 筲箕灣道                         |
| 17                   | 愛賢街             | 愛秩序灣道                       |
| 18                   | 香港東樹木組       | 東喜道                           |
| 19                   | 香港海防博物館     | 東喜道                           |
| 東區走廊             |                    |                                  |
| 20                   | 張振興伉儷書院     | 東區走廊                         |
| 21                   | 宏德居             | 柴灣道                           |
| 22                   | 漁灣邨             | 柴灣道                           |
| 23                   | 常安街             | 柴灣道                           |
| 24                   | 富欣花園           | 小西灣道                         |
| 25                   | 富怡花園           | 小西灣道                         |
| 26                   | 富景花園           | 小西灣道                         |
| 27                   | 小西灣（藍灣半島） | 小西灣（藍灣半島）公共交通交匯處 |

## 使用情況
8X線初時客量相當高，由開辦時15分鐘一班加至高峰時期的4分鐘一班，但仍然經常出現全車爆滿的情況。1998年9月1日，新世界第一巴士接辦中華巴士的路線後開辦8P，比8X更加快捷（8X需要經柴灣斜、北角，而8P則取更直接的東區走廊不途徑8X服務的區域，直達天后），令柴灣來往銅鑼灣及灣仔的乘客流失，現在8X的班次已經有所回落。
由2013年12月28日起，過海隧道巴士118線往小西灣方向改為過海底隧道後直接抵達柴灣後，8X便成為炮台山和北角區通往柴灣和小西灣的唯一特快路線。雖然新巴82線、城巴85線和過海隧道巴士106線都是開往柴灣和小西灣，但車程明顯較8X長，82線及85線又分別沒有行經北角或柴灣的核心區域，加上北角近年有多個商業大廈落成，所以8X的載客量有明顯上升，在繁忙時間和假日部分時段更經常出現爆滿的情況。

## 外部連結
- 城巴官方路線資料：8X（页面存档备份，存于）
- 城巴官方網站8X線、19線資料（PDF乳豬紙版） （页面存档备份，存于）
- 城巴官方網站19P線資料（PDF乳豬紙版 （页面存档备份，存于）
- 城巴8X線詳細時間表 （页面存档备份，存于）